# Vitex zanzibarensis
Vitex zanzibarensis là một loài thực vật thuộc họ Verbenaceae. Loài này có ở Kenya và Tanzania. Chúng hiện đang bị đe dọa vì mất môi trường sống.